# 147P/Kushida-Muramatsu
147P/Kushida-Muramatsu, komet Enckeove vrste. 